# Liste von Orten im Berliner Umland
Die Liste von Orten im Berliner Umland enthält die 50 brandenburgischen Städte und Gemeinden, die zusammen mit Berlin die Agglomeration Berlin bilden. Das auch als Berliner Speckgürtel oder Stadt-Umland-Zusammenhang Berlin-Potsdam bezeichnete Gebiet der Agglomeration Berlin ist im Landesentwicklungsplan Berlin-Brandenburg festgelegt.
| Gemeinde               | Landkreis          | Einw.     | km²     | E/km² |
| ---------------------- | ------------------ | --------- | ------- | ----- |
| Potsdam                | kreisfreie Stadt   | 184.290   | 188,24  | 979   |
| Brieselang             | Havelland          | 13.109    | 44,39   | 295   |
| Dallgow-Döberitz       | Havelland          | 10.844    | 65,96   | 164   |
| Falkensee              | Havelland          | 44.839    | 43,30   | 1.036 |
| Schönwalde-Glien       | Havelland          | 10.557    | 96,64   | 109   |
| Wustermark             | Havelland          | 11.043    | 52,64   | 210   |
| Birkenwerder           | Oberhavel          | 7.923     | 18,10   | 438   |
| Glienicke/Nordbahn     | Oberhavel          | 12.039    | 4,60    | 2.617 |
| Hennigsdorf            | Oberhavel          | 26.782    | 31,29   | 856   |
| Hohen Neuendorf        | Oberhavel          | 26.719    | 48,10   | 555   |
| Leegebruch             | Oberhavel          | 6.773     | 6,44    | 1.052 |
| Mühlenbecker Land      | Oberhavel          | 15.215    | 52,34   | 291   |
| Oberkrämer             | Oberhavel          | 12.062    | 103,26  | 117   |
| Oranienburg            | Oberhavel          | 48.844    | 161,81  | 302   |
| Velten                 | Oberhavel          | 12.734    | 23,34   | 546   |
| Ahrensfelde            | Barnim             | 14.168    | 57,74   | 245   |
| Bernau bei Berlin      | Barnim             | 44.327    | 103,73  | 427   |
| Panketal               | Barnim             | 21.192    | 25,82   | 821   |
| Wandlitz               | Barnim             | 24.358    | 162,86  | 150   |
| Werneuchen             | Barnim             | 9.176     | 116,32  | 79    |
| Altlandsberg           | Märkisch-Oderland  | 9.640     | 106,23  | 91    |
| Fredersdorf-Vogelsdorf | Märkisch-Oderland  | 14.558    | 16,39   | 888   |
| Hoppegarten            | Märkisch-Oderland  | 18.300    | 31,89   | 574   |
| Neuenhagen bei Berlin  | Märkisch-Oderland  | 19.163    | 19,63   | 976   |
| Petershagen/Eggersdorf | Märkisch-Oderland  | 15.438    | 17,60   | 877   |
| Rüdersdorf bei Berlin  | Märkisch-Oderland  | 15.765    | 70,13   | 225   |
| Strausberg             | Märkisch-Oderland  | 27.497    | 67,77   | 406   |
| Erkner                 | Oder-Spree         | 11.651    | 16,59   | 702   |
| Gosen-Neu Zittau       | Oder-Spree         | 3.252     | 15,08   | 216   |
| Grünheide (Mark)       | Oder-Spree         | 8.983     | 125,96  | 71    |
| Schöneiche bei Berlin  | Oder-Spree         | 13.043    | 16,64   | 784   |
| Woltersdorf            | Oder-Spree         | 8.372     | 9,12    | 918   |
| Eichwalde              | Dahme-Spreewald    | 6.383     | 2,80    | 2.280 |
| Königs Wusterhausen    | Dahme-Spreewald    | 38.949    | 95,84   | 406   |
| Mittenwalde            | Dahme-Spreewald    | 9.926     | 98,48   | 101   |
| Schönefeld             | Dahme-Spreewald    | 19.040    | 81,59   | 233   |
| Schulzendorf           | Dahme-Spreewald    | 9.430     | 9,10    | 1.036 |
| Wildau                 | Dahme-Spreewald    | 10.501    | 9,10    | 1.154 |
| Zeuthen                | Dahme-Spreewald    | 11.456    | 12,65   | 906   |
| Blankenfelde-Mahlow    | Teltow-Fläming     | 29.208    | 54,89   | 532   |
| Großbeeren             | Teltow-Fläming     | 9.483     | 51,91   | 183   |
| Ludwigsfelde           | Teltow-Fläming     | 29.150    | 109,32  | 267   |
| Rangsdorf              | Teltow-Fläming     | 11.822    | 33,73   | 350   |
| Kleinmachnow           | Potsdam-Mittelmark | 19.299    | 11,94   | 1.616 |
| Michendorf             | Potsdam-Mittelmark | 13.635    | 68,51   | 199   |
| Nuthetal               | Potsdam-Mittelmark | 9.317     | 47,56   | 196   |
| Schwielowsee           | Potsdam-Mittelmark | 10.665    | 58,16   | 183   |
| Stahnsdorf             | Potsdam-Mittelmark | 15.997    | 49,09   | 326   |
| Teltow                 | Potsdam-Mittelmark | 27.408    | 21,54   | 1.272 |
| Werder (Havel)         | Potsdam-Mittelmark | 26.951    | 116,02  | 232   |
| Berliner Umland        | Berliner Umland    | 1.034.438 | 2851,46 | 363   |

Insgesamt haben die 50 Städte und Gemeinden des Berliner Umlands etwa 1.034.000 Einwohner (Stand: 31. Dezember 2022), verteilt auf einer Fläche von 2.851,46 km². Dies entspricht einer mittleren Bevölkerungsdichte von 357 Einw./km² des Berliner Speckgürtels.